# Штаґлінець
46°07′ пн. ш. 16°52′ сх. д. / 46.12° пн. ш. 16.87° сх. д.
Штаґлінець (хорв. Štaglinec) — населений пункт у Хорватії, в Копривницько-Крижевецькій жупанії у складі міста Копривниця.

## Населення
Населення за даними перепису 2011 року становило 466 осіб.
Динаміка чисельності населення поселення: